# San Gennaro-oszlop
A San Gennaro-oszlop emlékoszlop a nápolyi Sisto Riario Sforza téren. Cosimo Fanzago, a leghíresebb nápolyi barokk építész tervei alapján 1636–1650 között készült az 1631-es földrengés emlékére.